# Das Land ohne Gesetz
Das Land ohne Gesetz (Originaltitel: Land of the Lawless) ist ein US-amerikanischer Western aus dem Jahr 1947 von Lambert Hillyer mit Johnny Mack Brown und Raymond Hatton in den Hauptrollen. Der Film wurde von der Monogram Distribution Corporation in den Verleih gebracht.

## Handlung
Auf dem Weg in die Stadt Medicine Flats rettet Johnny Mack den alten Goldsucher Bodie aus dem Hinterhalt einer Bande von Gesetzlosen, die ihm sein Grundstück stehlen wollen. Die Bande wird von der Besitzerin des Golden Spur Saloon, Kansas City Kate, angeführt, die die örtlichen Goldsucher an ihren Spieltischen um ihre Gewinne betrügt. Zu Kates Opfern gehören Johnnys Freund Henry Blake, der durch eine Kugel in den Rücken getötet wurde, und der Marshal der Stadt. Obwohl Bodie Johnny ermutigt, der neue Marshal zu werden, beschließt Johnny, seine eigene Form der Gerechtigkeit zu fordern. Im Saloon gerät Johnny in eine Schlägerei mit Kates Handlanger Cameo Carson und wird von der aufmerksamen Saloonsängerin Donna vor Cameos Kugel gerettet. Bodie belauscht unterdessen Kate, indem er sich in einem Keller unter ihrem Büro versteckt, und gibt Informationen an Johnny weiter. Kate befiehlt ihrem Handlanger Clem, Johnny zu beschatten, doch der entkommt und kann sich Kates unrechtmäßig erworbenes Gold bemächtigen. Johnny liefert einen Köder für einen Hinterhalt, indem er den Stadtbewohner Hank anweist, im Saloon damit zu prahlen, dass er Gold gefunden hat. Als Kates Männer versuchen, Hank aufzulauern, erschießt Johnny einen von ihnen und verjagt den Rest. 
Johnnys Erfolge gegen Kate veranlassen sie dazu, ihm einen Job anzubieten. Nachdem er Kates Angebot ablehnt, beauftragt sie den Auftragskiller Cherokee Kid, Johnny zu töten, doch Donna warnt ihn erneut. Im Saloon zieht Johnny schneller als Cherokee und befiehlt ihm, die Stadt zu verlassen. Nun versucht Kate selbst, Johnny zu töten, indem sie Dynamit in einen Geldschrank legt, in dem sich angeblich eine große Ladung Geld befindet. Als Cameo, der als Köder für Johnny fungiert, die Kiste transportiert, überfällt Johnny ihn, täuscht eine Explosion vor und gibt die Kiste unversehrt an Kate zurück. Das Gangmitglied Yuma entdeckt Bodies Versteck im Saloon und schießt ihm in den Rücken, der verletzt nach Smokey Flats flieht. Nachdem Johnny erfährt, dass Bodie verwundet wurde, jagt er Yuma und tötet ihn. Währenddessen durchsucht Donna Kates Büro und wird von Cameo unterbrochen, der entschlossen ist, Kate auszurauben und aus der Stadt zu fliehen. Cameo wird jedoch von Kate gefasst, die ihn an seine Mitschuld an der Ermordung von Henry Blake erinnert. Donna taucht auf und gibt sich als Blakes Tochter zu erkennen. Nachdem Kate Cameo für den Mord verantwortlich macht, sperrt er die Frauen in einen Schrank. 
Cherokee und seine Schützen haben sich unterdessen vor dem Saloon aufgereiht. Es kommt zu einer Schießerei, bei der Johnny die Gesetzlosen in die Flucht schlägt. Im Saloon besiegt er Cameo in einem Kampf. Nachdem Donna sich Johnny als Blakes Tochter offenbart und ihm die Besitzurkunde ihres Vaters für seinen Claim zeigt, verhaftet er Cameo und Kate wegen Mordes. Obwohl Bodie Johnny drängt, in der Stadt zu bleiben und eine Party zu genießen, die ihm zu Ehren gegeben wird, reitet er allein aus der Stadt.

## Hintergrund
Gedreht wurde der Film im Januar 1947 auf der Walker Movie Ranch in Santa Clarita.
Für die Stunts war Eddie Parker verantwortlich.
Das von June Harrison gesungene Lied A Gal a Man Loves to Kiss stammte von Louis Herscher.

## Veröffentlichung
Die Premiere des Films fand am 3. Mai 1947 statt. In Österreich kam er am 16. Juni 1950 in die Kinos.

## Kritiken
Der Kritiker des TV Guide sah einen durchschnittlichen Western.